# ديريك آرمسترونغ
ديريك آرمسترونغ (بالإنجليزية: Derick Armstrong)‏ هو لاعب كرة قدم أمريكية ولاعب كرة قدم كندية أمريكي، ولد في 2 أبريل 1979 في جاسبر في الولايات المتحدة.

## وصلات خارجية
- ديريك آرمسترونغ على موقع مرجع كرة القدم المحترفة.كوم (الإنجليزية)